# Spilomelinae
Spilomelinae es una gran subfamilia de lepidópteros de la familia Crambidae. Fueron anteriormente incluidos en Pyraustinae como tribu Spilomelini, además, los taxonomistas difieren en cuanto a la correcta colocación de Crambidae, algunos tratándolos como una subfamilia (Crambinae) de la familia Pyralidae. Si esto se hace, Spilomelinae se trata generalmente como una subfamilia separada dentro de Pyralidae. Se cree que Spilomelinae es polifilética; muchos géneros se colocan aquí sólo tentativamente.
Con cerca de 3.800 especies descritas en el mundo, este es el grupo con más especies en Pyraloidea.

## Géneros referidos tentativamente a Spilomelinae
- Aboetheta Turner, 1914
- Acicys Turner, 1911
- Aediodina Strand, 1919

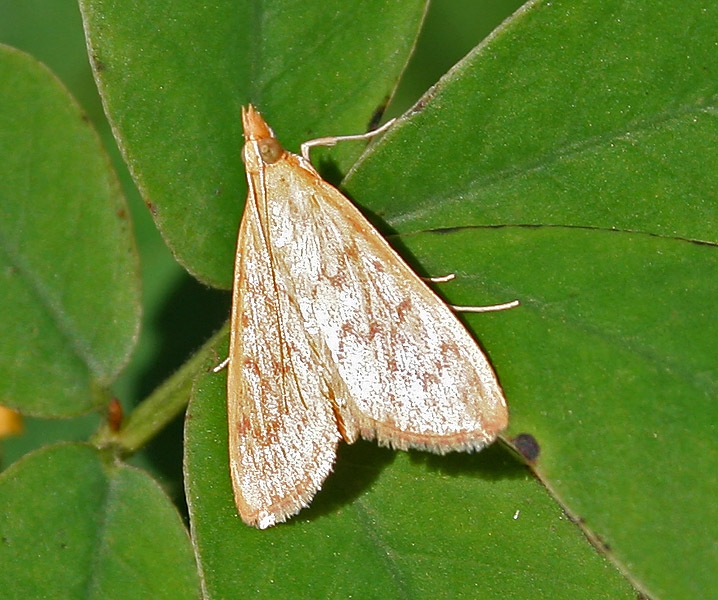
Especie Spilomelinae no identificada. India

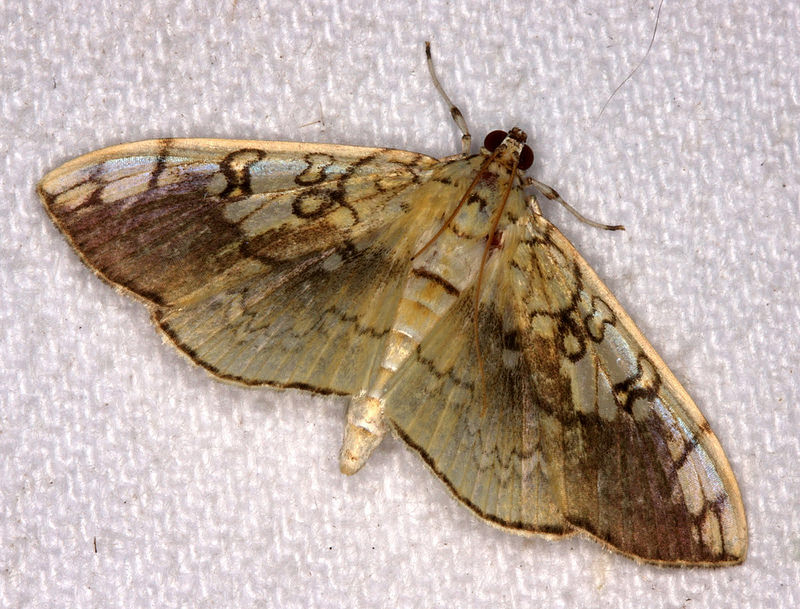
Pantographa limata. Missouri, Estados Unidos.

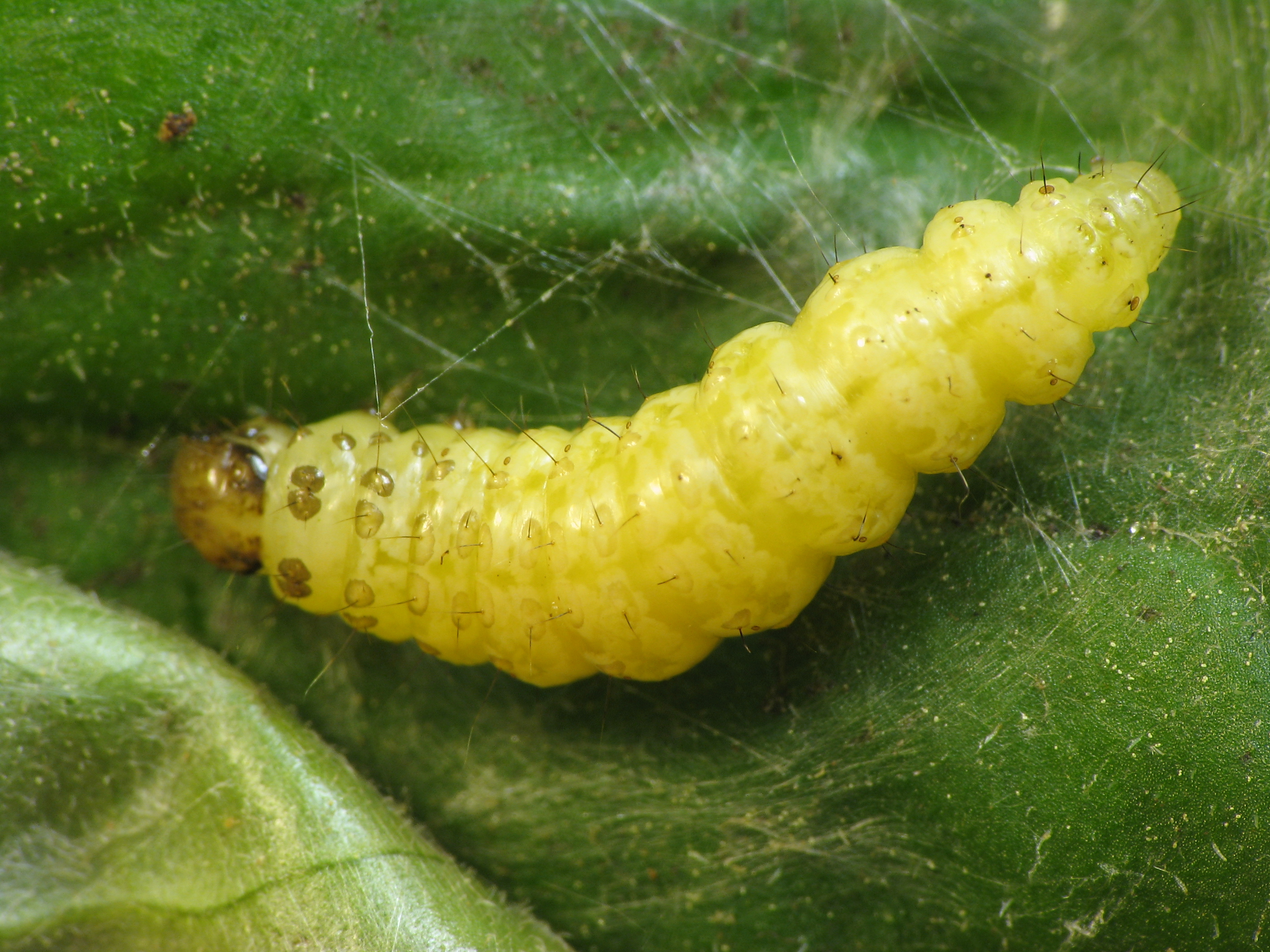
Herpetogramma aeglealis, oruga, último estadio

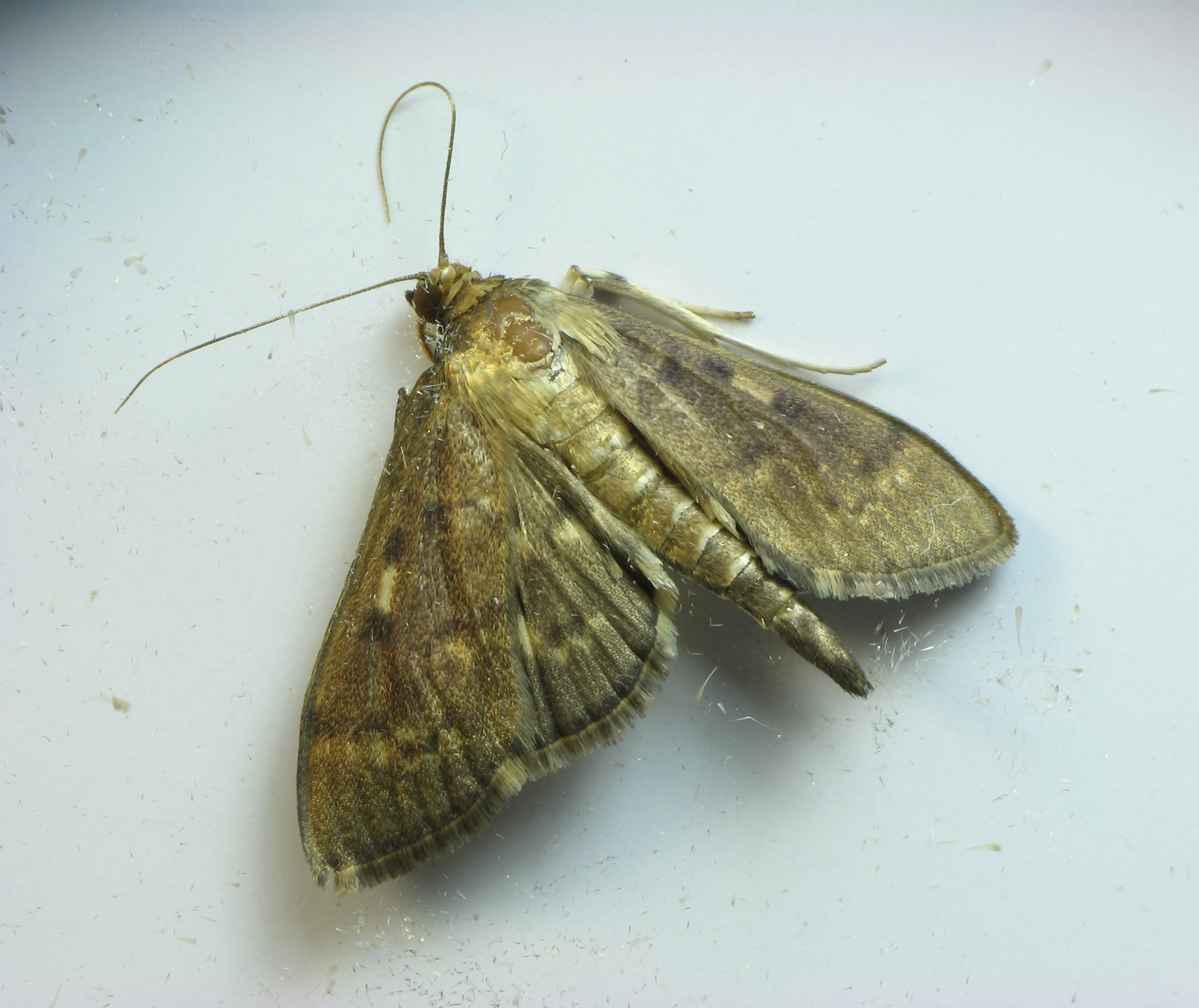
Herpetogramma aeglealis, adulto

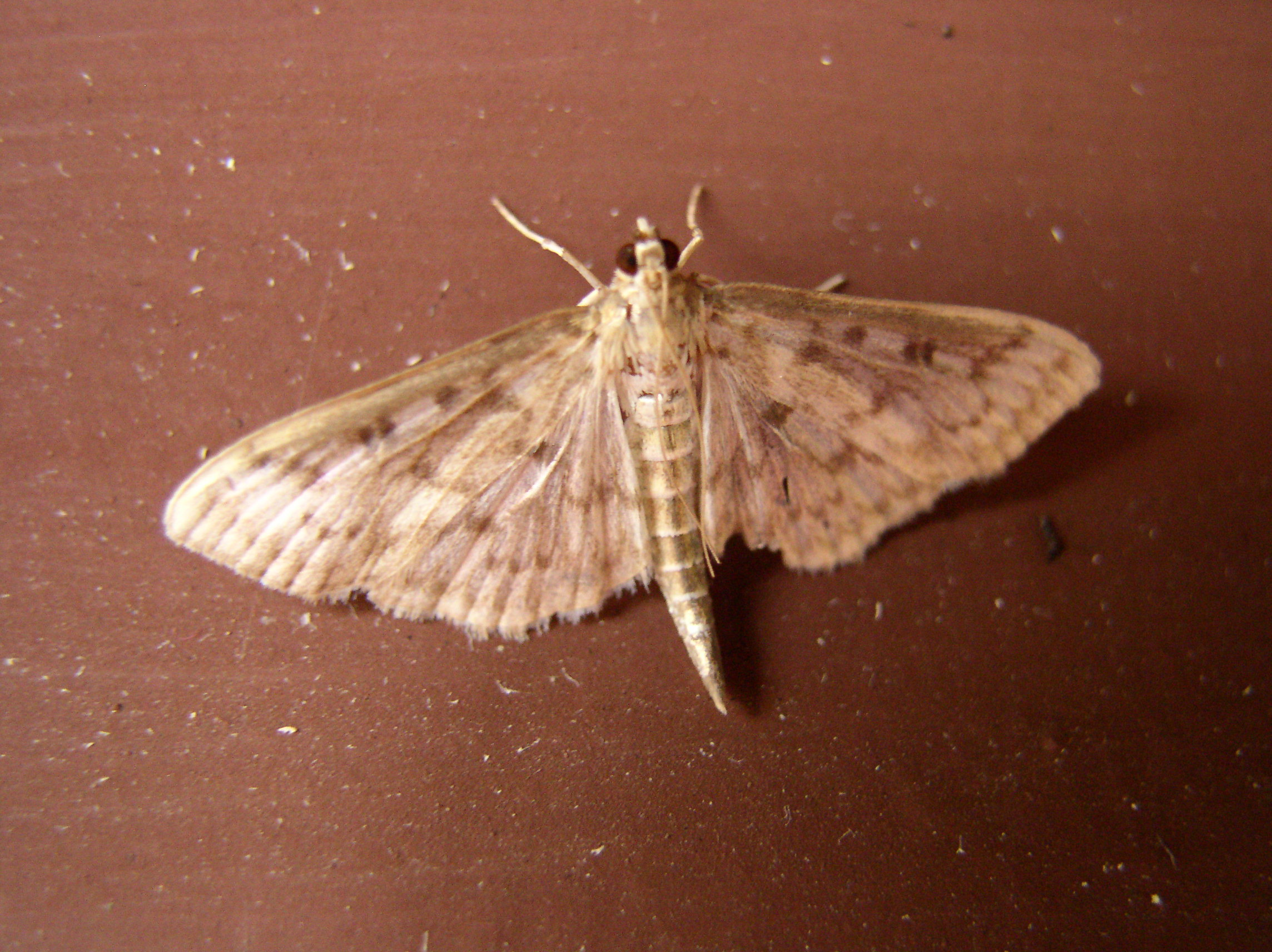
Herpetogramma abdominalis

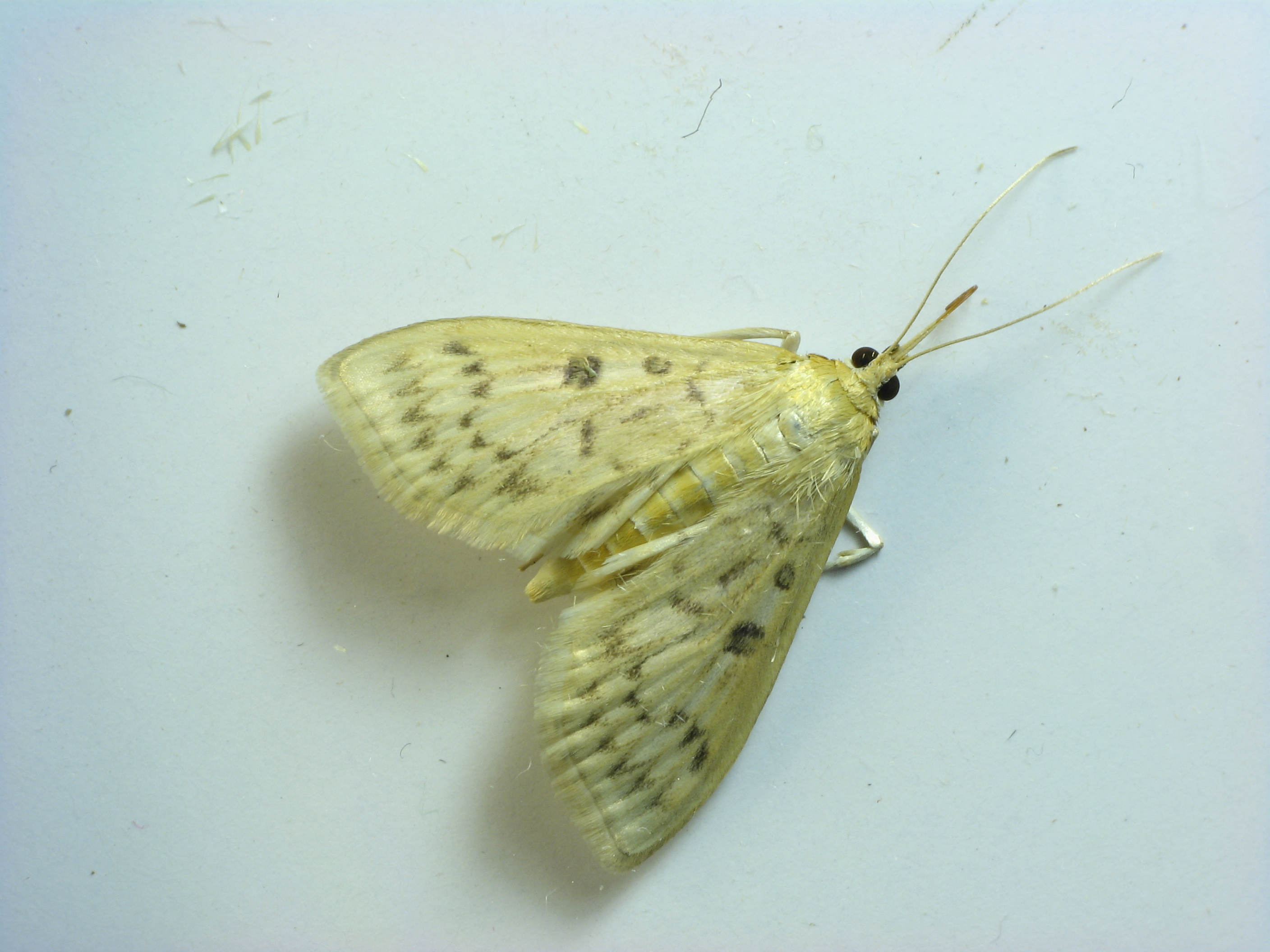
Herpetogramma sp.

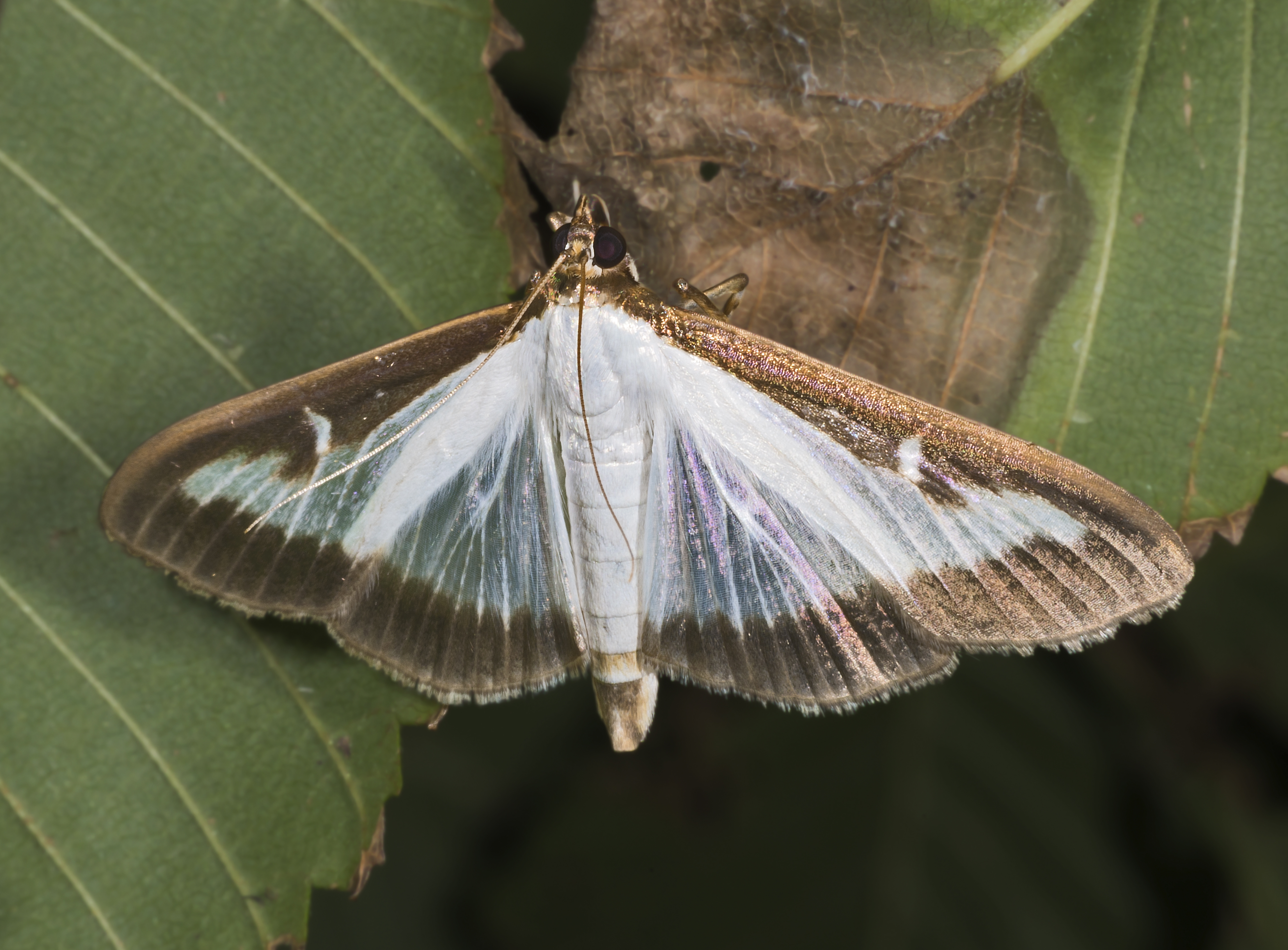
Cydalima perspectalis

- Aethaloessa Lederer, 1863 (= Chnaura Lederer, 1863)
- Aetholix Lederer, 1863
- Agathodes Guenée, 1854 (= Stenurges Lederer, 1863)
- Agrammia Guenée, 1854
- Agrioglypta Meyrick, 1932
- Agrotera Schrank, 1802 (= Leucinodella Strand, 1918, Nistra Walker, 1859, Sagariphora Meyrick, 1894, Tetracona Meyrick, 1884)
- Aiyura Munroe, 1974
- Alytana J. C. Shaffer & Munroe, 2007
- Anageshna Munroe, 1956
- Analyta Lederer, 1863 (= Alyta Mabille, 1879)
- Anarmodia Lederer, 1863 (= Asparagmia Amsel, 1956, Atheropoda Lederer, 1863, Aetheropoda Amsel, 1956)
- Antigastra Lederer, 1863
- Aphytoceros Meyrick, 1884
- Apilocrocis Amsel, 1956
- Apogeshna Munroe, 1956 (= Euvalva Amsel, 1956)
- Aporocosmus Butler, 1886
- Archernis Meyrick, 1886 (= Chrysommatodes Warren, 1896)
- Aristebulea Munroe & Mutuura, 1968
- Arnia Guenée, 1849
- Arthromastix Warren, 1890
- Arthroschista Hampson, 1893
- Arxama Walker, 1866
- Asciodes Guenée, 1854
- Asturodes Amsel, 1956
- Ategumia Amsel, 1956
- Atelocentra Meyrick, 1884
- Atomopteryx Walsingham, 1891 (= Zellerina Torre y Callejas, 1958, Stenoptycha Zeller, 1863)
- Auchmophoba Turner, 1913 (= Petta Warren, 1895)
- Azochis Walker, 1859 (= Arochis Walker, 1859, Catacteniza Möschler, 1890)
- Bacotoma Moore, 1885
- Beebea Schaus, 1923
- Bicilia Amsel, 1956
- Blepharomastix Lederer, 1863 (= Ichthyoptila Meyrick, 1936, Sozoa Walker, 1866)
- Bocchoris Moore, 1885
- Bocchoropsis Amsel, 1956
- Botyodes Guenée, 1854
- Bradina Lederer, 1863 (= Erilita Lederer, 1863, Pleonectusa Lederer, 1863, Trematarcha Meyrick, 1886)
- Cadarena Moore, 1886 (= Cadarina, Idalia Hübner, 1825)
- Camptomastix Warren, 1892 (= Camptomastyx Hampson, 1896)
- Cangetta Moore, 1886 (= Blechrophanes Turner, 1937)
- Caprinia Walker, 1859 (= Caprina Lederer, 1863)
- Carthade Snellen, 1899 (= Chartade Neave, 1939)
- Ceratarcha Swinhoe, 1894
- Ceratocilia Amsel, 1956
- Ceratoclasis Lederer, 1863 (= Ceratoclassis Hulst, 1886)
- Chabula Moore, 1886
- Chabulina J. C. Shaffer & Munroe, 2007
- Chalcidoptera Butler, 1887 (= Chaleidoptera Carus, 1888, Euthalantha Snellen, 1895)
- Chilochromopsis Munroe, 1964
- Choristostigma Warren, 1892 (= Namangania Amsel, 1952)
- Chromodes Guenée, 1854
- Chrysophyllis Meyrick, 1934
- Chrysothyridia Munroe, 1967
- Cirrhocephalina Munroe, 1995 (= Cirrhocephala Lederer, 1863)
- Cirrhochrista Lederer, 1863 (= Ancalidia Joannis, 1932, Cirrochrista Warren, 1892, Eucallaenia Snellen, 1892, Margaronia Marumo, 1917, Pachybotys Warren, 1895)
- Cissachroa Turner, 1937
- Cnaphalocrocis Lederer, 1863 (= Bradinomorpha Matsumura, 1920, Dolichosticha Meyrick, 1884, Epimima Meyrick, 1886, Lasiacme Warren, 1896, Marasmia Lederer, 1863, Marasma, Neomarasmia Kalra, David & Banerji, 1967, Prodotaula Meyrick, 1934, Susumia Marumo, 1930)
- Coelorhyncidia Hampson, 1896
- Coenostolopsis Munroe, 1960
- Colomychus Munroe, 1956
- Compacta Amsel, 1956
- Conchylodes Guenée, 1854 (= Ledereria Snellen, 1873)
- Condylorrhiza Lederer, 1863
- Conogethes Meyrick, 1884 (= Dadessa Moore, 1886)
- Coptobasis Lederer, 1863
- Coremata Amsel, 1956 (= Culcita Amsel, 1957)
- Cotachena Moore, 1885 (= Mesothyris Warren, 1892, Syndicastis Meyrick, 1889)
- Criophthona Meyrick, 1884 (= Conoprora Turner, 1913)
- Crocidocnemis Warren, 1889 (= Somatania Möschler, 1890, Somatamia Kimball, 1965)
- Cryptobotys Munroe, 1956
- Cyclocena Möschler, 1890
- Cydalima Lederer, 1863 (= Neoglyphodes Streltzov, 2008, Sisyrophora Lederer, 1863, Uliocome Swinhoe, 1900)
- Deana Butler, 1879 (= Adena Walker, 1863, Nesarcha Meyrick, 1884)
- Desmia Westwood, 1832 (= Aediodes Guenée, 1854, Arna Walker, 1856, Hyalitis Guenée, 1854)
- Deuterarcha Meyrick, 1884
- Diacme Warren, 1892
- Diaphania Hübner, 1818 (= Diaphania Stephens, 1829, Eudioptis Hübner, 1823, Phakellura Guilding, 1830, Phacellura J. L. R. Agassiz, 1847, Sestia Snellen, 1875)
- Diaphantania Möschler, 1890 (= Diaphantia)
- Diasemia Hübner, 1825 (= Goniogramma Mann, 1854, Prodelia Doubleday, 1849)
- Diasemiodes Munroe, 1957
- Diasemiopsis Munroe, 1957 (= Diasemopsis Leraut, 1997)
- Diastictis Hübner, 1818 (= Anomostictis Warren, 1892, Diastichtis W. T. M. Forbes, 1923)
- Diathrausta Lederer, 1863 (= Tripodaula Meyrick, 1933, Triplodaula Munroe, 1956)
- Dichocrocis Lederer, 1863 (= Zebrodes Warren, 1896)
- Didymostoma Warren, 1892
- Diplopseustis Meyrick, 1884
- Dolicharthria Stephens, 1834 (= Amaurophanes Lederer, 1863, Dolycharthria Stephens, 1850, Leptarchis Meyrick, 1937, Parastenia Hartig, 1940, Epistenia Chrétien, 1911, Stenia Duponchel, 1845)
- Dracaenura Meyrick, 1886
- Duponchelia Zeller, 1847
- Duzulla Amsel, 1952
- Ebuleodes Warren, 1896
- Ectadiosoma Turner, 1937
- Elbursia Amsel, 1950
- Endocrossis Meyrick, 1889
- Epactoctena Meyrick, 1937
- Epipagis Hübner, 1825 (= Epipages Hampson, 1918, Stenophyes Lederer, 1863)
- Ercta Walker, 1859 (= Erota Walker, 1859)
- Erilusa Walker, 1866
- Eudaimonisma T. P. Lucas, 1902
- Eulepte Hübner, 1825 (= Acrospila Lederer, 1863)
- Euleucinodes Capps, 1948
- Eurrhyparodes Snellen, 1880 (= Molybdantha Meyrick, 1884)
- Eurybela Turner, 1908
- Eusabena Snellen, 1901
- Filodes Guenée, 1854 (= Auxomitia Lederer, 1863)
- Framinghamia Strand, 1920
- Gadessa Moore, 1885
- Geshna Dyar, 1906
- Gethosyne Warren, 1896
- Ghesquierellana Berger, 1955 (= Ghesquieriellana Munroe, 1959, Phalanta Ghesquière, 1942)
- Glaucobotys Maes, 2008
- Glauconoe Warren, 1892
- Glycythyma Turner, 1908
- Glyphodella J. C. Shaffer & Munroe, 2007
- Glyphodes Guenée, 1854 (= Caloptychia Hübner, 1825, Calliptychia J. L. R. Agassiz, 1847, Dysallacta Lederer, 1863, Disallacta Lederer, 1863, Morocosma Lederer, 1863)
- Goliathodes Munroe, 1974
- Goniorhynchus Hampson, 1896
- Gonocausta Lederer, 1863
- Gypodes Munroe, 1976
- Haritalodes Warren, 1890
- Hedyleptopsis Munroe, 1960
- Hemopsis Kirti & Rose, 1987
- Herpetobotys Maes, 2001
- Herpetogramma Lederer, 1863 (= Acharana Moore, 1885, Coremataria Amsel, 1956, Culcitaria Amsel, 1957, Macrobotys Munroe, 1950, Pachyzancla Meyrick, 1884, Pantoeocome Warren, 1896, Piloptila Swinhoe, 1894, Ptiloptila Hampson, 1899, Stenomelas Hampson, 1912, Stenomeles Warren, 1892)
- Heterudea Dognin, 1905
- Hileithia Snellen, 1875
- Hodebertia Leraut, 2003
- Hoterodes Guenée, 1854
- Hydriris Meyrick, 1885 (= Antiercta Amsel, 1956, Spanista Lederer, 1863; Glaphyriinae?)
- Hydropionea Hampson, 1917
- Hymenia Hübner, 1825 (= Zinckenia Zeller, 1852)
- Hymenoptychis Zeller, 1852 (= Syrbatis Walker, 1863)
- Indogrammodes Kirti & Rose, 1989
- Ischnurges Lederer, 1863 (= Nesolocha Meyrick, 1886)
- Lamprosema Hübner, 1823 (= Lamphosema Schaus, 1940)
- Laniifera Hampson, 1899
- Laniipriva Munroe, 1976
- Legrandellus J. C. Shaffer & Munroe, 2007
- Lepidoneura Hampson, 1896
- Leucinodes Guenée, 1854 (= Hyperanalyta Strand, 1918, Leuctinodes South, 1897)
- Leucochroma Guenée, 1854
- Leucochromodes Amsel, 1956
- Lineodes Guenée, 1854 (= Ciraphorus Dyar, 1910, Scoptonoma Zeller, 1873)
- Liopasia Möschler, 1882 (= Dichotis Warren, 1892, Terastiodes Warren, 1892)
- Lipararchis Meyrick, 1934 (= Notaspis Warren, 1892)
- Loxmaionia Schaus, 1913
- Loxomorpha Amsel, 1956 (= Chrysobotys Munroe, 1956)
- Loxostegopsis Dyar, 1917 (= Loxotegopsis Dyar, 1917)
- Luma Walker, 1863 (= Loxocorys Meyrick, 1894, Pelena Moore, 1886, Pelina Hampson, 1897, Petena Neave, 1940)
- Lygropia Lederer, 1863 (= Hyperthalia Warren, 1896)
- Lypotigris Hübner, 1825
- Macaretaera Meyrick, 1886 (= Trichoptychodes Swinhoe, 1894, Trigonophylla Turner, 1937)
- Macrobela Turner, 1939
- Malaciotis Meyrick, 1934
- Maracayia Amsel, 1956
- Marasmianympha Munroe, 1991
- Maruca Walker, 1859 (= Maruea Walker, 1859, Siriocauta Lederer, 1863)
- Marwitzia Gaede, 1917
- Mecyna Doubleday, 1849
- Meekiaria Munroe, 1974
- Megaphysa Guenée, 1854
- Megastes Guenée, 1854
- Meroctena Lederer, 1863
- Merodictya Warren, 1896
- Mesocondyla Lederer, 1863
- Metallarcha Meyrick, 1884 (= Panopsia Turner, 1913)
- Metasia Guenée, 1854 (= Clasperia Hartig, 1952, Hystrixia Hartig, 1952)
- Metoeca Warren, 1896
- Metraeopsis Dognin, 1905 (= Metracopsis Neave, 1940)
- Microgeshna J. C. Shaffer & Munroe, 2007
- Micromartinia Amsel, 1957 (= Martinia Amsel, 1956)
- Microphysetica Hampson, 1917 (= Falx Amsel, 1956, Falcimorpha Amsel, 1957)
- Microthyris Lederer, 1863 (= Crossophora Möschler, 1890, Grossophora Munroe, 1956)
- Mimophobetron Munroe, 1950
- Mimorista Warren, 1890
- Mimudea Warren, 1892
- Mukia Amsel, 1954
- Myriostephes Meyrick, 1884
- Myrmidonistis Meyrick, 1887
- Nacoleia Walker, 1859 (= Aplomastix Warren, 1890, Orthocona Warren, 1896, Semioceros Meyrick, 1884)
- Nausinoe Hübner, 1825 (= Lepyrodes Guenée, 1854, Phalangiodes Guenée, 1854)
- Nausinoella J. C. Shaffer & Munroe, 2007
- Nehydriris Munroe, 1974
- Neoanalthes Yamanaka & Kirpichnikova, 1993
- Neoleucinodes Capps, 1948
- Neostege Hampson, 1910
- Niphograpta Warren, 1892
- Nolckenia Snellen, 1875
- Nomophila Hübner, 1825 (= Macronomeutis Meyrick, 1936, Stenopteryx Duponchel, 1845)
- Nonazochis Amsel, 1956
- Nosophora Lederer, 1863 (= Analthes Lederer, 1863, Analtes Lederer, 1863, Eidama Walker, 1866)
- Notarcha Meyrick, 1884 (= Haritala Moore, 1886)
- Notesia Yamanaka, 1992
- Nothomastix Warren, 1890
- Obtusipalpis Hampson, 1896
- Omiodes Guenée, 1854 (= Charema Moore, 1888, Coenostola Lederer, 1863, Coenolesta Whalley, 1962, Deba Walker, 1866, Hedylepta Lederer, 1863, Hedilepta Lederer, 1863, Lonchodes Guenée, 1854, Loxocreon Warren, 1892, Merotoma Meyrick, 1894, Pelecyntis Meyrick, 1884, Phycidicera Snellen, 1880, Spargeta Lederer, 1863)
- Ommatobotys J. C. Shaffer & Munroe, 2007
- Ommatospila Lederer, 1863 (= Thelda Walker, 1866)
- Omphisa Moore, 1886
- Orphanostigma Warren, 1890 (= Orphanostagma J. C. Shaffer & Munroe, 2007)
- Orphnophanes Lederer, 1863 (= Syntomodora Meyrick, 1894)
- Orthoraphis Hampson, 1896
- Orthospila Warren, 1890
- Osiriaca Walker, 1866 (= Myriotis Meyrick, 1885)
- Otiophora Turner, 1908
- Pachynoa Lederer, 1863 (= Hypermeces Turner, 1933, Pitacanda Moore, 1886)
- Palpita Hübner, 1808 (= Apyrausta Amsel, 1951, Conchia Hübner, 1821, Hapalia Hübner, 1818, Hvidodes Swinhoe, 1900, Margarodes Guenée, 1854, Ledereria Marschall, 1875, Margaronia Hübner, 1825, Paradosis Zeller, 1852, Sarothronota Lederer, 1863, Sebunta Walker, 1863, Sylora Swinhoe, 1900, Tobata Walker, 1859)
- Pantographa Lederer, 1863 (= Pantographis Lederer, 1863, Pantograpta)
- Paramecyna Amsel, 1961
- Paranacoleia Inoue, 1982
- Parapilocrocis Munroe, 1967
- Pardomima Warren, 1890 (= Pachyparda E. L. Martin, 1955)
- Parotis Hübner, 1831 (= Cenocnemis Warren, 1896, Chloauges Lederer, 1863, Enchocnemidia Lederer, 1863, Pachyarches Lederer, 1863)
- Pectinobotys Munroe, 1959
- Pelinopsis Dognin, 1905
- Penestola Möschler, 1890
- Perisyntrocha Meyrick, 1894
- Pessocosma Meyrick, 1884
- Phaedropsis Warren, 1890 (= Trichognathos Amsel, 1956, Trichognathus Edwards & Vevers, 1975)
- Phostria Hübner, 1819 (= Antennodes Swinhoe, 1906, Condega Moore, 1886, Hoplisa Snellen, 1899, Oedematarcha Swinhoe, 1900, Parbokla Swinhoe, 1900, Plectrona Snellen, 1895, Plectroctena Snellen, 1881, Saroscelis Meyrick, 1894, Vatica Walker, 1869)
- Phryganodes Guenée, 1854 (= Phyganodes Dognin, 1907)
- Physematia Lederer, 1863
- Piletocera Lederer, 1863 (= Alutefa Swinhoe, 1900, Danaga Moore, 1885, Diplotyla Meyrick, 1886, Ellogima Turner, 1913, Erebangela Meyrick, 1886, Graphicopoda Butler, 1886, Hormatholepis Butler, 1886, Ptilaeola Meyrick, 1886, Rinecera Butler, 1884, Sematosopha Meyrick, 1937, Strepsimela Meyrick, 1886)
- Pilocrocis Lederer, 1863 (= Anisoctena Meyrick, 1894, Pilocrosis Janse, 1917)
- Platamonina J. C. Shaffer & Munroe, 2007 (= Platamonia Lederer, 1863)
- Plateopsis Warren, 1896
- Platygraphis Dyar, 1918
- Pleuroptya Meyrick, 1890 (= Loxoscia Warren, 1890)
- Poliobotys J. C. Shaffer & Munroe, 2007
- Polygrammodes Guenée, 1854 (= Astura Guenée, 1854, Dichocrocopsis Dyar, 1910, Dichocropsis Munroe, 1983, Hilaopsis Lederer, 1863)
- Polygrammopsis Munroe, 1960
- Polythlipta Lederer, 1863
- Praeacrospila Amsel, 1956
- Praephostria Amsel, 1956
- Prenesta Snellen, 1875 (= Praenesta Hampson, 1899)
- Prionopaltis Warren, 1892
- Proleucinodes Capps, 1948
- Prooedema Hampson, 1896
- Prophantis Warren, 1896
- Prorodes Swinhoe, 1894 (= Idiostrophe Warren, 1896)
- Proternia Meyrick, 1884
- Protonoceras Warren, 1890 (= Metoportha Meyrick, 1894)
- Psara Snellen, 1875 (= Epichronistis Meyrick, 1886)
- Pseudognathobotys Maes, 2001
- Pycnarmon Lederer, 1863 (= Aripana Moore, 1886, Entephria Lederer, 1863, Eutrichotis Swinhoe, 1900, Pyralocymatophora Strand, 1918, Satanastra Meyrick, 1890)
- Pygospila Guenée, 1854 (= Lomotropa Lederer, 1863, Pygosspila Lederer, 1863, Telespasta Swinhoe, 1906)
- Pylartes Walker, 1863
- Pyradena Munroe, 1958
- Rehimena Walker, 1866
- Rhagoba Moore, 1888
- Rhectosemia Lederer, 1863 (= Rhectosomia Lederer, 1863)
- Rhectothyris Warren, 1890
- Rhimphalea Lederer, 1863
- Rhimphaliodes Hampson, 1893 (= Rhimphaleodes Hampson, 1896)
- Sacculosia Amsel, 1956
- Salbia Guenée, 1854 (= Salbiomorpha Snellen, 1875)
- Samea Guenée, 1854 (= Pterygisus Butler, 1886, Isopteryx Guenée, 1854)
- Sameodes Snellen, 1880
- Sameodesma Hampson, 1918
- Sathria Lederer, 1863
- Scaptesylodes Munroe, 1976
- Sceliodes Guenée, 1854 (= Daraba Walker, 1859, Eretria Snellen, 1880)
- Sedenia Guenée, 1854
- Sericophylla Turner, 1937 (= Sericophora Turner, 1937)
- Siga Hübner, 1820
- Sinomphisa Munroe, 1958
- Sparagmia Guenée, 1854
- Spilomela Guenée, 1854
- Spoladea Guenée, 1854
- Stemorrhages Lederer, 1863 (= Stemmorhages)
- Steniodes Snellen, 1875 (= Heringiella Berg, 1898, Heringia Hedemann, 1894, Scaeocerandra Meyrick, 1936)
- Stenorista Dognin, 1905
- Sufetula Walker, 1859 (= Loetrina Walker, 1863, Mirobriga Walker, 1863, Nannomorpha Turner, 1908, Perforadix Seín, 1930, Pseudochoreutes Snellen, 1880, Pseudochoreutis Hampson, 1899, Safetula Hampson, 1893)
- Syllepis Poey, 1832
- Syllepte Hübner, 1823 (= Arthriobasis Warren, 1896, Epherema Snellen, 1892, Haitufa Swinhoe, 1900, Haliotigris Warren, 1896, Neomabra Dognin, 1905, Nothosalbia Swinhoe, 1900, Patania Moore, 1888, Polycorys Warren, 1896, Pramadea Moore, 1888, Subhedylepta Strand, 1918, Sylepta Hübner, Syllepta Hübner, 1826, Troctoceras Dognin, 1905)
- Symmoracma Meyrick, 1894
- Synclera Lederer, 1863 (= Synctera Möschler, 1886)
- Syngamia Guenée, 1854 (= Ochlia Hübner, 1823)
- Syngamilyta Strand, 1920
- Syngropia Hampson, 1912
- Syntrita Dognin, 1905
- Tabidia Snellen, 1880
- Talanga Moore, 1885
- Tanaophysa Warren, 1892
- Tanaophysopsis Munroe, 1964
- Tatobotys Butler, 1881 (= Cometura Meyrick, 1886)
- Terastia Guenée, 1854 (= Tersatia Lederer, 1863)
- Tessema J. F. G. Clarke, 1986
- Tetridia Warren, 1890
- Torqueola Swinhoe, 1906
- Trichaea Herrich-Schäffer, 1866 (= Acridura Butler, 1875, Phryctena Oberthür, 1881)
- Trigonobela Turner, 1915
- Tylostega Meyrick, 1894
- Tyspanodes Warren, 1891
- Udea Guenée in Duponchel, 1845 (= Melanomecyna Butler, 1883, Mnesictena Meyrick, 1884, Notophytis Meyrick, 1932, Protaulacistis Meyrick, 1899: 246, Protocolletis Meyrick, 1888, Stantira Walker, 1863)
- Udeoides Maes, 2006
- Ulopeza Zeller, 1852 (= Pseudanalthes Warren, 1890, Pseudanaltes Hampson, 1898, Xacca Walker, 1869, Xasca Neave, 1940)
- Voliba Walker, 1866 (= Gabrisa Walker, 1866, Stereocopa Meyrick, 1885)
- Zagiridia Hampson, 1897
- Zebronia Hübner, 1821
- Zenamorpha Amsel, 1956
- Zeuzerobotys Munroe, 1963 (= Zeurzerobotys Munroe, 1963)